# Chińska Narodowa Agencja Kosmiczna
Chińska Narodowa Agencja Kosmiczna (CNSA; chiń. upr. 国家航天局; chiń. trad. 國家航天局; pinyin Guójiā Hángtiānjú) - państwowa instytucja utworzona 22 kwietnia 1993, zarządzająca chińskim programem kosmicznym.
CNSA podpisała umowy rządowe o współpracy z Brazylią, Chile, Francją, Niemcami, Indiami, Włochami, Pakistanem, Rosją, Ukrainą, Wielką Brytanią, USA i kilkoma innymi państwami.